# Mutěnice (Boêmia do Sul)
Mutěnice é uma comuna checa localizada na região da Boêmia do Sul, distrito de Strakonice.